# Aïn Fetah
Aïn Fetah là một đô thị thuộc tỉnh Tlemcen, Algérie. Dân số thời điểm năm 2002 là 7.005 người.